# Henri Guimbard
Henri Guimbard, né le 28 juillet 1938 à Poitiers et mort le 23 septembre 2024 à Chambéry, est un coureur cycliste français, professionnel en 1966,.

## Biographie
Henri Guimbard meurt à l’âge de 86 ans des suites d'une chute à vélo survenue à Chindrieux le 22 septembre 2024.

## Palmarès sur route
- 1963
  - Champion de Dauphiné-Savoie sur route
  - 2e du Grand Prix du Faucigny
  - 3e du Trophée Nice-Matin
- 1964
  - Champion de Dauphiné-Savoie sur route
  - 2e de Annemasse-Bellegarde-Annemasse
  - 3e du Grand Prix du Faucigny
- 1965
  - Tour du Roussillon :
    - Classement général
    - 1re étape (contre-la-montre par équipes)

  - 3e de la Poly Lyonnaise
  - 3e de Annemasse-Bellegarde-Annemasse
- 1966
  - Tour du Bordelais :
    - Classement général
    - 2e étape

  - Tour des Deux-Savoie :
    - Classement général
    - 2e étape

  - 5eb étape du Circuit des Mines
  - 2e du Grand Prix de Fréjus
  - 2e du Circuit Gruet du Jura
  - 2e du Tour des Alpes de Provence
  - 6e du Critérium du Dauphiné libéré
- 1967
  - Circuit Gruet du Jura
  - 2e de Annemasse-Bellegarde-Annemasse
- 1968
  - 1reb étape du Circuit des Mines
  - 2e étape du Tour Nivernais Morvan
  - Circuit Gruet du Jura
  - Grand Prix du Faucigny
  - 3e de Annemasse-Bellegarde-Annemasse
  - 3e du Grand Prix de Vougy
- 1970
  - 2e du Souvenir Veynes-Berthet

## Résultats sur les grands tours

### Tour de France
1 participation
- 1966 : hors délais (16e étape)

## Palmarès sur piste
- 1959
  - Champion de Dauphiné-Savoie de poursuite par équipes
  - 3e du championnat de France de poursuite par équipes
- 1962
  - Champion de Dauphiné-Savoie de poursuite par équipes